# Buwat
Buwāṭ (بواط) si trovava vicino al monte Juhaynah nel quartiere di Raḍwā. Era situata sulla rotta carovaniera dei mercanti Quraysh diretti in Siria.
Il profeta islamico Maometto lanciò una spedizione militare in questa zona nota come la spedizione di Buwat.